# Gle Alue Krueng
Gle Alue Krueng är en kulle i Indonesien.   Den ligger i provinsen Aceh, i den västra delen av landet, 1 700 km nordväst om huvudstaden Jakarta. Toppen på Gle Alue Krueng är 215 meter över havet.
Terrängen runt Gle Alue Krueng är varierad.Runt Gle Alue Krueng är det glesbefolkat, med 18 invånare per kvadratkilometer. I omgivningarna runt Gle Alue Krueng växer i huvudsak städsegrön lövskog.